# Навуходоносор (гравюра)
«Навуходоносор» (англ. Nebuchadnezzar) — гравюра английского художника и поэта Уильяма Блейка.

## О картине
Цветная монотипная гравюра с дополнениями, сделанными тушью и акварелью, изображает ветхозаветного царя Нововавилонского царства Навуходоносора. Взятая из Книги пророка Даниила легенда рассказывает о том, что из-за высокомерия он потерял рассудок, впал в животное безумие и «ел траву, аки вол».
По словам искусствоведа и биографа Блейка Александра Гилкриста, в этой гравюре зритель сталкивается с «безумным царем, заползающим, как загнанный зверь, в логово среди скал; его спутанная золотая борода метет землю, ногти похожи на когти стервятника, а его дикие глаза полны угрюмого ужаса. Кожа приобретает неестественные оттенки зеленого, синего и красновато-коричневого цветов. 

## История

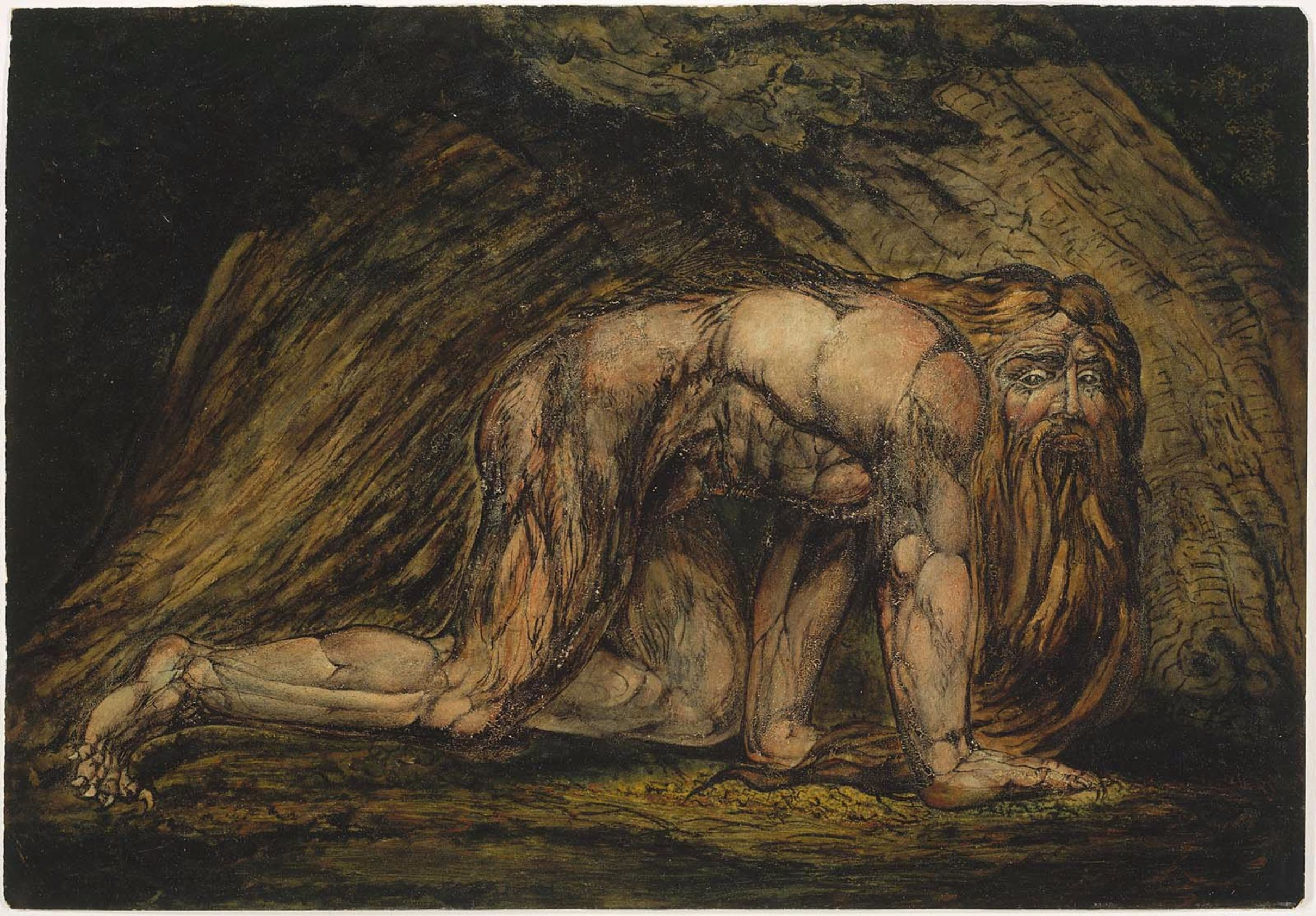
The Museum of Fine Arts, Boston impression. Probably printed in 1805

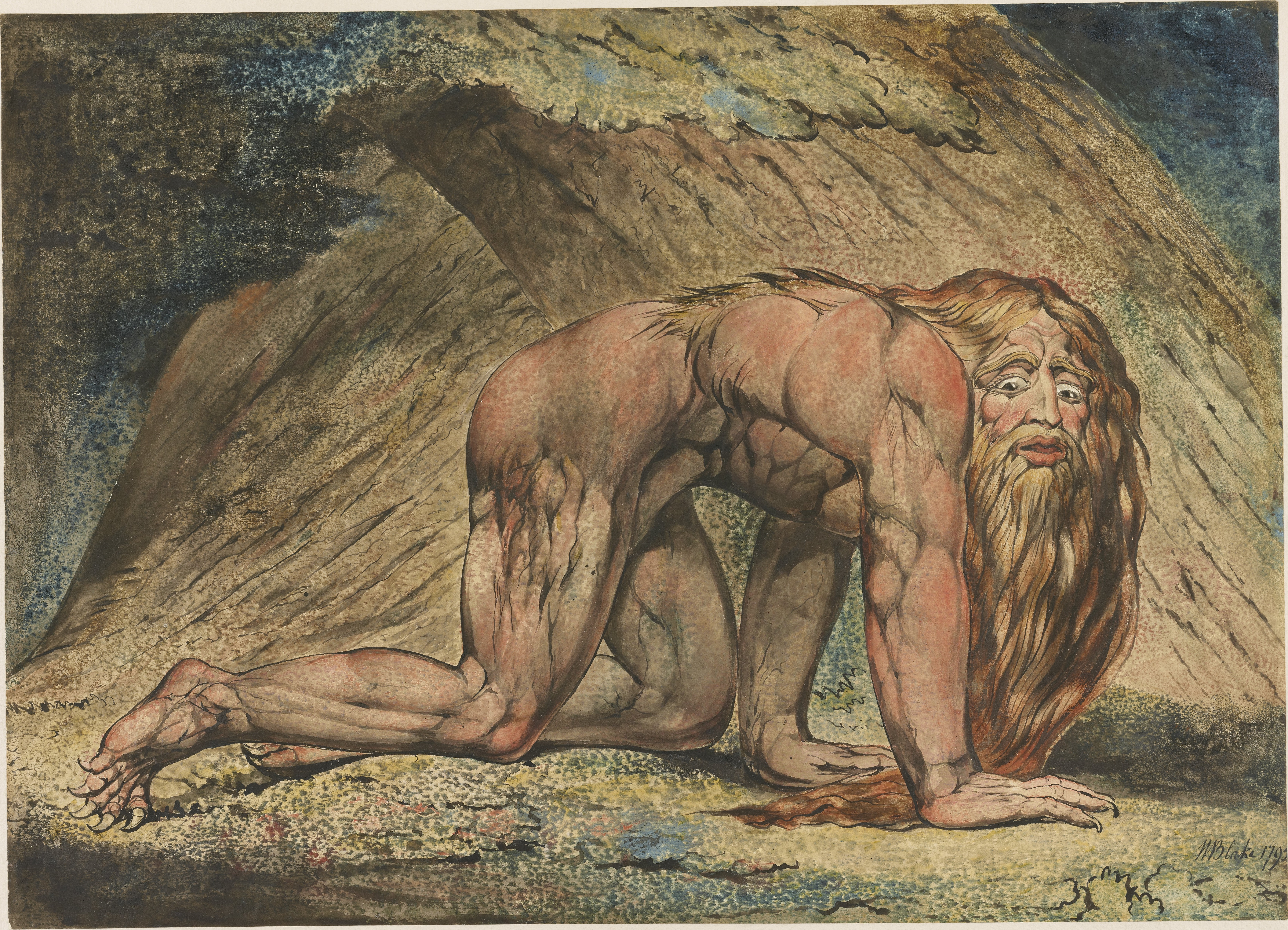
The Minneapolis Institute of Art impression. Printed 1795

Гравюра «Навуходоносор» является частью серии «Large Colour Prints», начатой в 1795 году, которая состояла из двенадцати цветных монотипных гравюр размером 43 см × 53 см. Большинство из этих гравюр было изготовлено в трех экземплярах. Они были нарисованы на картоне, после чего доска пропускалась через печатный станок Блейка с листом влажной бумаги, чтобы сделать отпечатки. После того, как они были напечатаны, Блейк и его жена Кэтрин добавили к слепкам тушь и акварель. Гравюра «Навуходоносор» была сделана в четырёх оттисках (копиях), один из которых в настоящее время утрачен, а три оставшихся хранятся в музеях: Британской галерее Тейт (Лондон), Музее изящных искусств (Бостон) и Институте искусств (Миннеаполис).